# TuS Bad Marienberg
Die Turn- und Sportvereinigung Bad Marienberg 1902 e.V. ist ein deutscher Sportverein mit Sitz in der rheinland-pfälzischen Stadt Bad Marienberg (Westerwald) innerhalb der gleichnamigen Verbandsgemeinde im Westerwaldkreis.

## Abteilungen

### Fußball

#### 1950er bis 1970er Jahre
Die Fußball-Abteilung stieg zur Saison 1951/52 in die zu dieser Zeit drittklassige Landesliga Rheinland auf. Am Ende der Saison platzierte man sich dann mit 24:36 Punkten auf dem 13. Platz der Staffel Nord und spielte somit ab der zur nächsten Saison eingeführten viertklassigen 2. Amateurliga. Zur Saison 1966/67 stieg die Mannschaft dann noch einmal in die Amateurliga Rheinland auf und belegte dort mit 32:28 Punkten den siebten Platz. Nach mehreren weiteren Platzierungen im Mittelfeld war dann am Ende der Saison 1969/70 mit 20:40 Punkten über den 15. Platz Schluss und die Mannschaft stieg wieder in die 2. Amateurliga ab. Ein letztes Mal gelang der Aufstieg in die höchste Amateurspielklasse zu dieser Zeit dann zur Saison 1974/75. Bereits in der ersten Saison kämpfte man dabei stets gegen den Abstieg und musste dann nach der darauffolgenden Saison mit lediglich 6:54 Punkten über den letzten Platz ein weiteres Mal runter.

#### Heutige Zeit
In der Saison 2002/03 spielte der Verein in einer Spielgemeinschaft in der Kreisliga B Westerwald/Sieg und belegte dort mit 35 Punkten den achten Platz. Nach der Saison 2008/09 stieg die Mannschaft dann mit 47 Punkten als zweiter der Tabelle in die Kreisliga A auf. Hier konnte man sich jedoch nicht halten und stieg gleich am Ende der nächsten Saison mit lediglich fünf Punkten abgeschlagen als letzter wieder ab. Zur Saison 2012/13 wurde die SG dann wieder aufgelöst und somit spielte der TuS nun alleine in der Kreisliga B weiter. Nach der Saison 2015/16 musste man mit lediglich 16 Punkten dann auch noch in die Kreisliga C absteigen. Nach der Spielzeit 2018/19 konnte die Spielklasse als Meister dann jedoch wieder verlassen werden. Somit spielt der Verein bis heute weiter in der Kreisliga B.

### Badminton
Der Verein hat mehrere Badminton-Mannschaften im aktiven Spielbetrieb, dabei spielt die erste Mannschaft derzeit in der Rheinlandliga.